# هریتسکو هریهرنکو
هریتسکو هریهرنکو (اوکراینی: Hrytsko Hryhorenko; تاریخ ورودی نامعتبر است – تاریخ ورودی نامعتبر است) شاعر، و مترجم اهل اوکراین بود.